# Großer Preis von China
Der Große Preis von China (Heineken Chinese Grand Prix) ist ein von 2004 bis 2019 und wieder seit 2024 ausgetragenes Rennen im Rahmen der Formel-1-Weltmeisterschaft. Die Rennen finden auf dem 2004 in Shanghai in der Volksrepublik China in Betrieb genommenen Shanghai International Circuit statt. Dieser Rennkurs ist der Form des chinesischen Schriftzeichens shàng 上 (höchste, oberste; „shang“ von „Shanghai“) nachempfunden.
Der Shanghai International Circuit wurde von allen bisherigen Formel-1-Strecken für die höchsten Geschwindigkeiten konzipiert. Dies wirkte sich auch auf den Bremspunkten am Ende der langen Geraden aus, wo sich der Streckenbelag infolge der Belastungen wellte.
2020, 2021, 2022 und 2023 wurde das Rennen aufgrund der COVID-19-Pandemie abgesagt.

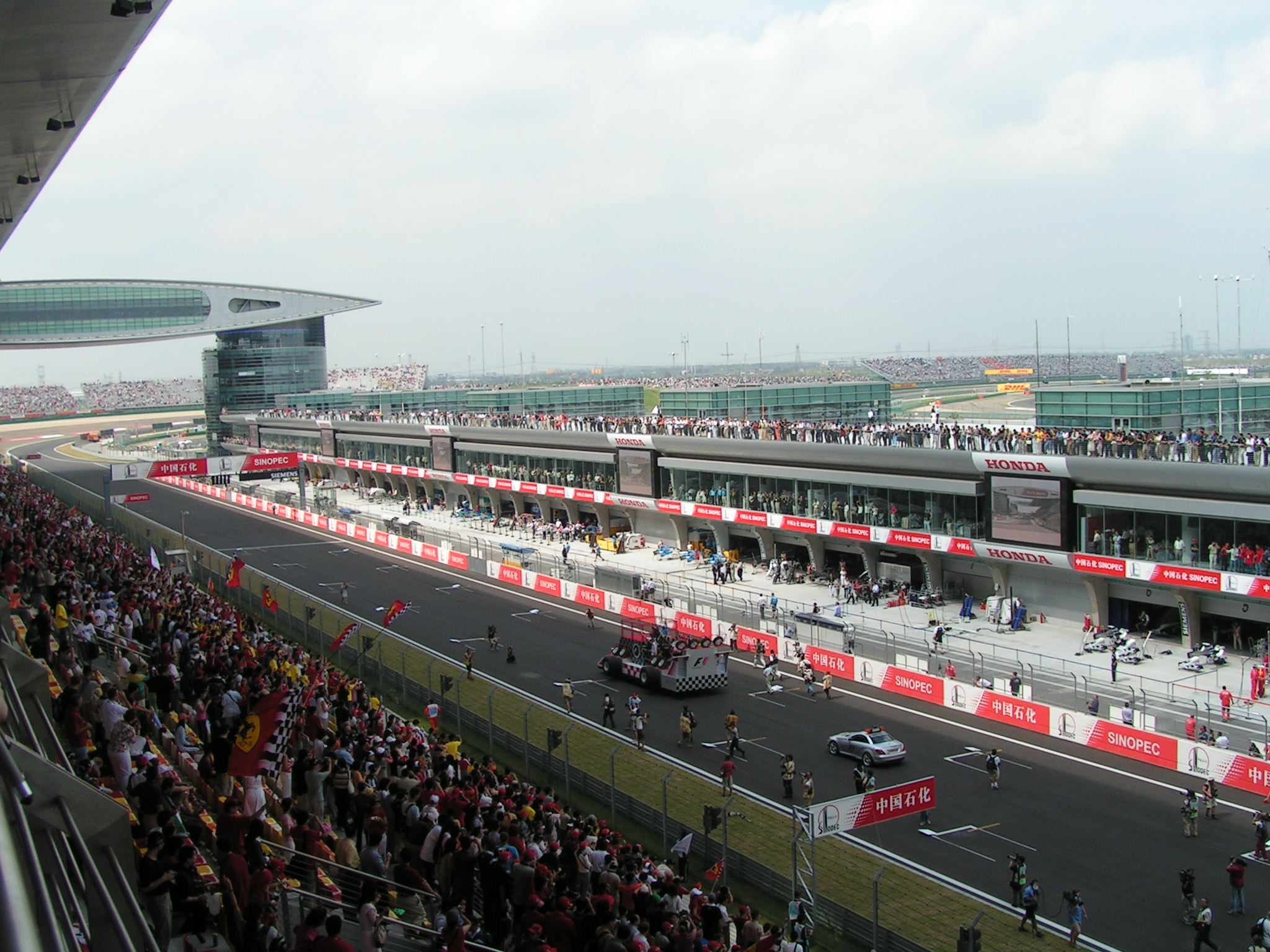
Blick auf die Boxengasse
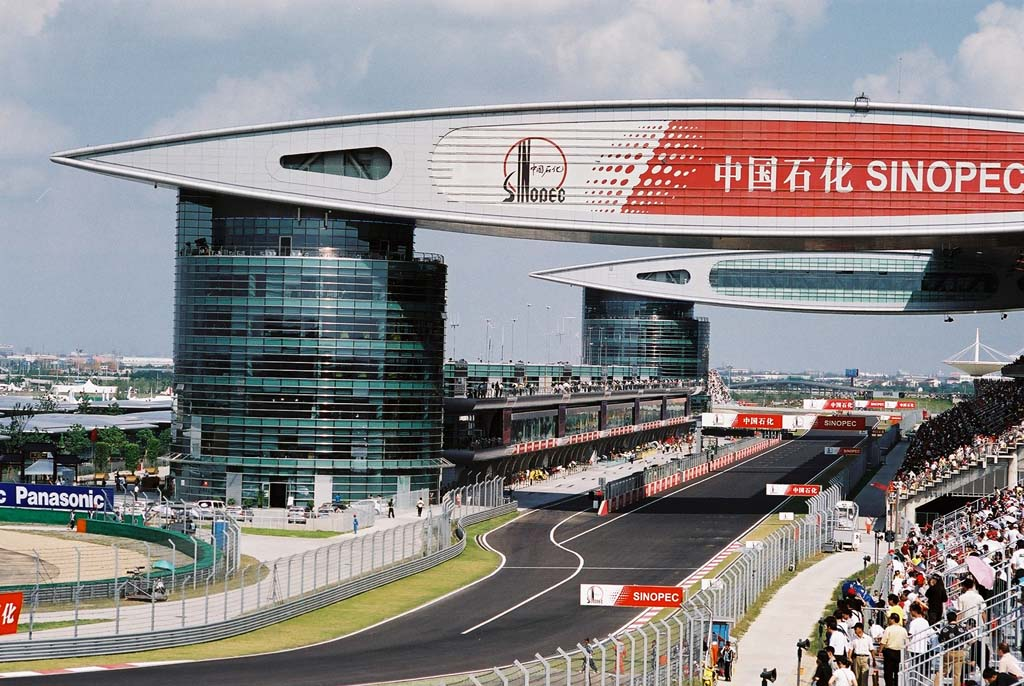
Tribüne
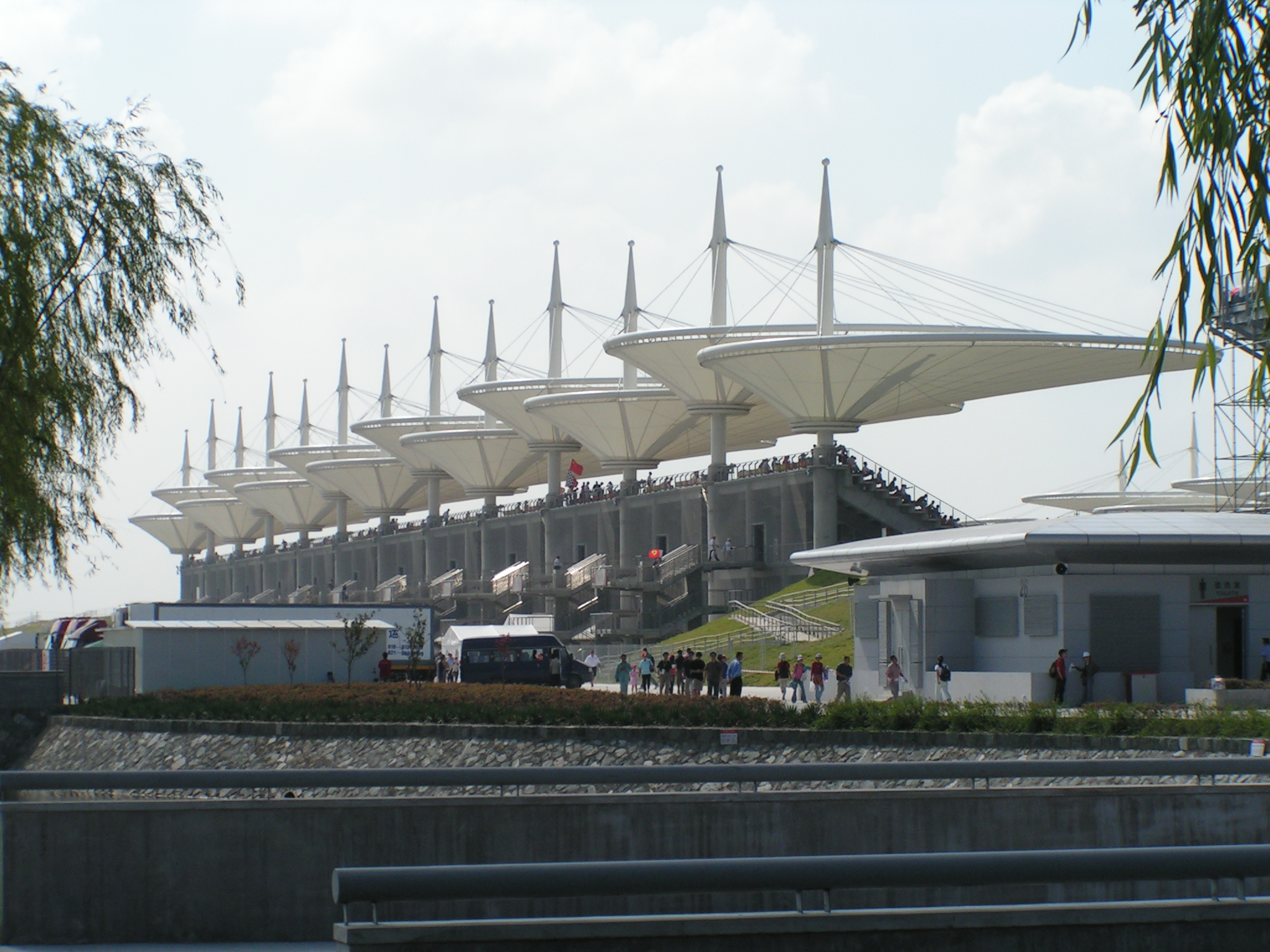
Überdachte Zuschauertribüne mit futuristischem Design

## Ergebnisse
| Auflage | Jahr          | Strecke                                 | Sieger                                      | Zweiter                                 | Dritter                                   | Pole-Position                               | Schnellste Runde                               |                                         |
| ------- | ------------- | --------------------------------------- | ------------------------------------------- | --------------------------------------- | ----------------------------------------- | ------------------------------------------- | ---------------------------------------------- | --------------------------------------- |
| 1       | 2004          | Shanghai                                | Rubens Barrichello (Ferrari)                | Jenson Button (BAR-Honda)               | Kimi Räikkönen (McLaren-Mercedes)         | Rubens Barrichello (Ferrari)                | Michael Schumacher (Ferrari)                   |                                         |
| 2       | 2005          | Shanghai                                | Fernando Alonso (Renault)                   | Kimi Räikkönen (McLaren-Mercedes)       | Ralf Schumacher (Toyota)                  | Fernando Alonso (Renault)                   | Kimi Räikkönen (McLaren-Mercedes)              |                                         |
| 3       | 2006          | Shanghai                                | Michael Schumacher (Ferrari)                | Fernando Alonso (Renault)               | Giancarlo Fisichella (Renault)            | Fernando Alonso (Renault)                   | Fernando Alonso (Renault)                      |                                         |
| 4       | 2007          | Shanghai                                | Kimi Räikkönen (Ferrari)                    | Fernando Alonso (McLaren-Mercedes)      | Felipe Massa (Ferrari)                    | Lewis Hamilton (McLaren-Mercedes)           | Felipe Massa (Ferrari)                         |                                         |
| 5       | 2008          | Shanghai                                | Lewis Hamilton (McLaren-Mercedes)           | Felipe Massa (Ferrari)                  | Kimi Räikkönen (Ferrari)                  | Lewis Hamilton (McLaren-Mercedes)           | Lewis Hamilton (McLaren-Mercedes)              |                                         |
| 6       | 2009          | Shanghai                                | Sebastian Vettel (Red Bull-Renault)         | Mark Webber (Red Bull-Renault)          | Jenson Button (Brawn-Mercedes)            | Sebastian Vettel (Red Bull-Renault)         | Rubens Barrichello (Brawn-Mercedes)            |                                         |
| 7       | 2010          | Shanghai                                | Jenson Button (McLaren-Mercedes)            | Lewis Hamilton (McLaren-Mercedes)       | Nico Rosberg (Mercedes)                   | Sebastian Vettel (Red Bull-Renault)         | Lewis Hamilton (McLaren-Mercedes)              |                                         |
| 8       | 2011          | Shanghai                                | Lewis Hamilton (McLaren-Mercedes)           | Sebastian Vettel (Red Bull-Renault)     | Mark Webber (Red Bull-Renault)            | Sebastian Vettel (Red Bull-Renault)         | Mark Webber (Red Bull-Renault)                 |                                         |
| 9       | 2012          | Shanghai                                | Nico Rosberg (Mercedes)                     | Jenson Button (McLaren-Mercedes)        | Lewis Hamilton (McLaren-Mercedes)         | Nico Rosberg (Mercedes)                     | Kamui Kobayashi (Sauber-Ferrari)               |                                         |
| 10      | 2013          | Shanghai                                | Fernando Alonso (Ferrari)                   | Kimi Räikkönen (Lotus-Renault)          | Lewis Hamilton (Mercedes)                 | Lewis Hamilton (Mercedes)                   | Sebastian Vettel (Red Bull-Renault)            |                                         |
| 11      | 2014          | Shanghai                                | Lewis Hamilton (Mercedes)                   | Nico Rosberg (Mercedes)                 | Fernando Alonso (Ferrari)                 | Lewis Hamilton (Mercedes)                   | Nico Rosberg (Mercedes)                        |                                         |
| 12      | 2015          | Shanghai                                | Lewis Hamilton (Mercedes)                   | Nico Rosberg (Mercedes)                 | Sebastian Vettel (Ferrari)                | Lewis Hamilton (Mercedes)                   | Lewis Hamilton (Mercedes)                      |                                         |
| 13      | 2016          | Shanghai                                | Nico Rosberg (Mercedes)                     | Sebastian Vettel (Ferrari)              | Daniil Kwjat (Red Bull-TAG Heuer)         | Nico Rosberg (Mercedes)                     | Nico Hülkenberg (Force India-Mercedes)         |                                         |
| 14      | 2017          | Shanghai                                | Lewis Hamilton (Mercedes)                   | Sebastian Vettel (Ferrari)              | Max Verstappen (Red Bull-TAG Heuer)       | Lewis Hamilton (Mercedes)                   | Lewis Hamilton (Mercedes)                      |                                         |
| 15      | 2018          | Shanghai                                | Daniel Ricciardo (Red Bull-TAG Heuer)       | Valtteri Bottas (Mercedes)              | Kimi Räikkönen (Ferrari)                  | Sebastian Vettel (Ferrari)                  | Daniel Ricciardo (Red Bull-TAG Heuer)          |                                         |
| 16      | 2019          | Shanghai                                | Lewis Hamilton (Mercedes)                   | Valtteri Bottas (Mercedes)              | Sebastian Vettel (Ferrari)                | Valtteri Bottas (Mercedes)                  | Pierre Gasly (Red Bull-Honda)                  |                                         |
|         | 2020 bis 2023 | abgesagt aufgrund der COVID-19-Pandemie | abgesagt aufgrund der COVID-19-Pandemie     | abgesagt aufgrund der COVID-19-Pandemie | abgesagt aufgrund der COVID-19-Pandemie   | abgesagt aufgrund der COVID-19-Pandemie     | abgesagt aufgrund der COVID-19-Pandemie        | abgesagt aufgrund der COVID-19-Pandemie |
| 17      | 2024          | Shanghai                                | Max Verstappen (Red Bull Racing-Honda RBPT) | Lando Norris (McLaren-Mercedes)         | Sergio Pérez (Red Bull Racing-Honda RBPT) | Max Verstappen (Red Bull Racing-Honda RBPT) | Fernando Alonso (Aston Martin Aramco-Mercedes) |                                         |
| 18      | 2025          | Shanghai                                | Oscar Piastri (McLaren-Mercedes)            | Lando Norris (McLaren-Mercedes)         | George Russell (Mercedes)                 | Oscar Piastri (McLaren-Mercedes)            | Lando Norris (McLaren-Mercedes)                |                                         |

| Legende   | Legende                                                                                              | Legende                                                     |
| Abkürzung | Klasse                                                                                               | Kommentar                                                   |
| --------- | --- | ----------------------------------------------------------- |
| F1        | Formel 1                                                                                             | Formel-1-Weltmeisterschaft ab 1950                          |
| F2        | Formel 2                                                                                             |                                                             |
| FL        | Formula libre                                                                                        | Fahrzeugklasse in der Regel vom Veranstalter ausgeschrieben |
| SW        | Sportwagen                                                                                           |                                                             |
| TW        | Tourenwagen                                                                                          |                                                             |
| GP        | Grand-Prix-Fahrzeuge                                                                                 |                                                             |
|           | ↓ Durchgehende graue Linien zeigen an, wann in der Geschichte auf einem neuen Kurs gefahren wurde. ↓ |                                                             |
|           | |                                                             |
|           | Einträge mit hellrotem Hintergrund waren keine Läufe zur Automobil- bzw. Formel-1-Weltmeisterschaft. |                                                             |
|           | Einträge mit gelbem Hintergrund waren Läufe zur Europameisterschaft.                                 |                                                             |